# Гней Сентий Сатурнин Ветулон
Гней Се́нтий Сатурни́н Ветуло́н (лат. Gnaeus Sentius Saturninus (Vetulo); умер после 40 года до н. э.) — римский государственный и военный деятель периода поздней Республики из плебейского рода Сентиев, участвовавший в гражданской войне 49—45 годов до н. э. на стороне республиканцев. Как следствие, был проскрибирован участниками 2-го триумвирата, сумел бежать на Сицилию. По окончании Перузийской войны и последовавшими за ней Брундизийским и Мизенским мирными соглашениями вернулся на родину.

## Происхождение
Сентий происходил из неименитого плебейского рода атинского происхождения (Лаций), принадлежавшего к Сабатинской трибе, что в окрестностях Вей, в Этрурии, и возвысившегося лишь в самом начале I века до н. э. По всей видимости, Сентий мог приходиться внуком пропретору Македонии в 93—87 годах до н. э., носившему преномен Гай, и, предположительно, племянником брату Гая Сентия Луцию, также достигшему претуры около 93 года до н. э.

## Биография
Представитель римского нобилитета, Гней Сентий впервые упоминается в сохранившихся источниках в речи Марка Туллия Цицерона в защиту Гнея Планция, произнесённой в конце августа/начале сентября 54 года до н. э. В ней оратор сообщает, что его подзащитный так же, как и Сатурнин, служил контуберналом под начальствованием Квинта Метелла, в качестве проконсула в 68—67 гг. до н. э. успешно воевавшего с критскими пиратами и за свои победы удостоенного почётного прозвища Критский. В своём выступлении Цицерон называет Сатурнина «выдающимся мужем» (впрочем, вопрос, насколько искренен здесь оратор, остаётся открытым), из чего следует, что к тому времени он уже вошёл в состав сената. Летом 50 года до н. э. Сентий, по-видимому, совместно с Гаем Курионом-младшим, Целием и другими приверженцами Юлия Цезаря в сенате оказал противодействие при кооптации в авгуры Луцию Домицию Агенобарбу, стремившемуся со смертью в июне текущего года Квинта Гортензия Гортала занять его место в этой почётной жреческой коллегии. Следствием гнева Луция Домиция стало привлечение Сатурнина к суду его сыном, действовавшим по поручению отца. Тем не менее, об обстоятельствах данного судебного процесса ничего неизвестно: судя по всему, Ветулона оправдали, так как летом 49 года до н. э., с началом вооружённой междоусобицы, он находился в войсках помпеянцев.
С началом конфликта между Гнеем Помпеем и Гаем Юлием Цезарем, переросшим в гражданскую войну, был на стороне сенатской «партии»: 20 сентября 49 года до н. э. как военный трибун в числе прочих присутствовал в Эфесе (провинция Азия) при записи постановления на совещании действующего консула Лентула Круса, где последний набрал два легиона. Более о роли Сентия в событиях гражданской войны ничего неизвестно; однако, из одного рекомендательного письма Цицерона Квинту Корнифицию, датированного весной 43 года до н. э., можно предположить, что, сражаясь с цезарианцами у побережья Африки, Ветулон, возможно, был пленён и находился там в ожидании прощения от диктатора (которого, вероятно, так и не получил, занимаясь откупщичеством в провинции). 
После убийства Цезаря Сентий находился в Риме, а с образованием тайного союза между Марком Антонием, Лепидом и Октавианом (так называемого 2-го триумвирата) в числе прочих сенаторов, принимавших участие в вооружённом конфликте 49—45 гг. до н. э. как сторонников Республики, был внесён в проскрипционные списки. В связи с этим канадский исследователь Р. Броутон указывает на возможную ошибку в рассказе Аппиана, где фигурирует некий Помпоний: тот, являясь проскриптом, «облачился в одеяние претора, а рабов нарядил в одежды, полагающиеся прислужникам претора по его должности. Он проследовал через весь город как претор — в сопровождении ликторов, будучи тесно окружён прислужниками, чтобы его не узнали другие. Сев у ворот в государственную колесницу, он отправился во внутреннюю часть Италии, причём все принимали его и провожали как претора, отправленного триумвирами к Помпею для заключения мира, пока на государственной триреме Помпоний не переправился к нему».
Летом 40 года до н. э., после достижения компромисса между Секстом Помпеем Магном и триумвирами, закреплённым сначала Брундизийским, а после и Мизенским мирными соглашениями, Сентий в качестве посла сопровождал мать Антония, Юлию, которая ранее также бежала на Сицилию к Помпею. Античный историк Веллей Патеркул сообщает, что, наряду с другими видными республиканцами, в Рим смогли вернуться «Нерон Клавдий, Марк Силан, Сентий Сатурнин, Аррунтий и Титий». После этих событий имя Гнея Сентия уже не упоминается в сохранившихся источниках.

## Семья и потомки
От брака с неизвестной женщиной Сентий имел сына, первым среди представителей своего рода достигшего консульства в 19 году до н. э.